# 参照文法
参照文法（さんしょうぶんぽう 英: reference grammar）は、文法書の一種。ある言語の全体像を把握することのできる分量と正確さを有し、通読による学習よりも、部分的に項目を調べる辞書的な使い方に比重のある文法書をさす。

## 概要
「文法」という語は言語を律する規則と、それを記した本のどちらも表しうるというややまぎらわしい慣用があり、参照文法という語は後者に属する。使用頻度や複雑さを勘案して文法事項を配列してあったり、練習問題がついていたりすることの多い学習用の文法書や、文法事項を簡便に見ることのできるポケットブックの類や、ある言語の文法について知っていることを前提とする学術論文や、文法でなく語彙をあつかう辞書とは区別される。規範文法と記述文法の両方があり、本の題名に単に「〜〜語文法」とあって「参照」とついていなくとも参照文法であることは多い。